# Dragon’s Lair (serial animowany)
Dragon’s Lair (pol. Smocza Nora, 1984-1985) – amerykański serial animowany wyprodukowany przez wytwórnię Ruby-Spears Productions, powstały na podstawie gry z 1983 roku pod tym samym tytułem.
Premiera serialu miała miejsce 8 września 1984 roku na antenie ABC i był nadawany do 27 kwietnia 1985 roku. W Polsce serial do tej pory nie był emitowany.

## Fabuła
Serial opowiada o perypetiach Dirka Śmiałego (ang. Dirk the Daring), który jest najlepszym rycerzem w królestwie króla Ethelreda. Dirk dokonuje wszelkiego rodzaju wielkich czynów, jednocześnie chroniąc królestwo i jego miłość – księżniczkę Daphne z rąk złego smoka Singe'a. W serialu istnieje kilka oryginalnych bohaterów, takich jak: koń Bertram, giermek Timothy czy arogancki rycerz sir Hubert Blunt, który jest rywalem Dirka Śmiałego.

## Obsada
- Bob Sarlatte – Dirk Śmiały
- Ellen Gerstell – księżniczka Daphne
- Fred Travalena – król Ethelred
- Michael Mish – Timothy
- Arthur Burghardt – smok Singe
- Peter Cullen –
  - koń Bertram,
  - sir  Hubert Blunt
- Clive Revill – autor opowiadań

## Spis odcinków
| N/o            | Angielski tytuł                      |
| -------------- | ------------------------------------ |
|                |                                      |
| SERIA PIERWSZA |                                      |
|                |                                      |
| 01             | The Tale of the Enchanted Gift       |
|                |                                      |
| 02             | Sir Timothy's Quest                  |
|                |                                      |
| 03             | The Tournament of the Phantom Knight |
|                |                                      |
| 04             | The Smithee's Haunted Armor          |
|                |                                      |
| 05             | The Pool of Youth                    |
|                |                                      |
| 06             | The Story of Old Alf                 |
|                |                                      |
| 07             | The Song of the Chimes               |
|                |                                      |
| 08             | The Girl from Crow's Wood            |
|                |                                      |
| 09             | Mirror, Mirror                       |
|                |                                      |
| 10             | The Snow Witch                       |
|                |                                      |
| 11             | The Tale of Dirk's New Sword         |
|                |                                      |
| 12             | The Legend of the Giant's Name       |
|                |                                      |
| 13             | The Mist of Wishes                   |
|                |                                      |